# Universidad de Puerto Rico en Arecibo
La Universidad de Puerto Rico en Arecibo (UPRA o UPR-Arecibo), fundada en 1967, es una universidad pública en el municipio de Arecibo, Puerto Rico y es parte del sistema de la Universidad de Puerto Rico. UPRA es más conocido, por sus antiguos alumnos, como CUTA por las siglas de su nombre anterior: Colegio Universitario Tecnológico de Arecibo. La universidad forma parte de la American Association of State Colleges and Universities.

## Historia
El recinto fue fundado en el 1967 después de trece años se cambió el nombre al de Colegio Universitario Tecnológico de Arecibo (CUTA). El recinto recibió autonomía en el 1998 basado en la ley número 16 del 16 de junio del 1993.
En el 2010 el recinto se unió a las huelgas en la cuales  participaron la mayoría de los recintos. El apoyo de la rectora en ese tiempo a la huelga resultó en su despido y como respuesta a esta acción la renuncia de todos los decanos. En el 2017, en respuesta a los recortes por parte de  la Junta de Control Fiscal impuesta por la Ley PROMESA, los estudiantes del recinto votaron para unirse a la Gran Huelga del 2017.

## Colores oficiales
Los colores oficiales identificativos de la Universidad de Puerto Rico en Arecibo son el dorado y el negro.